# Bord Khūn-e Kohneh
Bord Khūn-e Kohneh (persiska: برد خون كهنه, كَهنِه, بُرد خونگِ كُهنِه) är en ort i Iran.   Den ligger i provinsen Bushehr, i den södra delen av landet, 900 km söder om huvudstaden Teheran. Bord Khūn-e Kohneh ligger 15 meter över havet och antalet invånare är 579.
Terrängen runt Bord Khūn-e Kohneh är huvudsakligen platt, men österut är den kuperad. Terrängen runt Bord Khūn-e Kohneh sluttar västerut. Runt Bord Khūn-e Kohneh är det glesbefolkat, med 17 invånare per kvadratkilometer. Närmaste större samhälle är Bord Khūn-e Now, 4,1 km nordost om Bord Khūn-e Kohneh. Trakten runt Bord Khūn-e Kohneh är ofruktbar med lite eller ingen växtlighet.